# Лёгкая атлетика на летних Олимпийских играх 1900 — бег на 100 метров
Соревнования по бегу на 100 метров среди мужчин на летних Олимпийских играх 1900 прошли 14 июля. Приняли участие 20 спортсменов из девяти стран.

## Призёры
| Золото            | Серебро            | Бронза                 |
| Фрэнк Джарвис США | Джон Тьюксбери США | Стэнли Роули Австралия |

## Рекорды
| Мировой рекорд     | Официального рекорда не было до 6 июля 1912 года | —      |               |               |  |
| Олимпийский рекорд | Том Бёрк (USA)                                   | 11,8 с | Афины, Греция | 6 апреля 1896 |  |

## Соревнование

### Предварительные забеги
| Место | Спортсмен             | Результат  |
| ----- | --------------------- | ---------- |
| 1     | Артур Даффи (USA)     | 11,4 с OR  |
| 2     | Фредерик Молони (USA) | Неизвестен |
| 3     | Вацлав Новы (BOH)     | Неизвестен |

| Место | Спортсмен               | Результат  |
| ----- | ----------------------- | ---------- |
| 1     | Джон Тьюксбери (USA)    | 11,4 с     |
| 2     | Таддеус Мас-Клейн (USA) | Неизвестен |
| 3     | Паль Коппан (HUN)       | Неизвестен |

| Место | Спортсмен             | Результат  |
| ----- | --------------------- | ---------- |
| 1     | Фрэнк Джарвис (USA)   | 10,8 с OR  |
| 2     | Стэнли Роули (AUS)    | Неизвестен |
| 3     | Умберто Коломбо (ITA) | Неизвестен |
| 4     | Юлиус Кайль (GER)     | Неизвестен |

| Место | Спортсмен             | Результат  |
| ----- | --------------------- | ---------- |
| 1     | Кларк Лейбли (USA)    | 11,4 с     |
| 2     | Курт Дёрри (GER)      | Неизвестен |
| 3     | Йоханнес Гандил (DEN) | Неизвестен |

| Место | Спортсмен              | Результат  |
| ----- | ---------------------- | ---------- |
| 1     | Норман Причард (IND)   | 11,4 с     |
| 2     | Эдмунд Минэхэн (USA)   | Неизвестен |
| 3     | Эрно Шуберт (HUN)      | Неизвестен |
| 4     | Исаак Вестергрен (SWE) | Неизвестен |

| Место | Спортсмен             | Результат  |
| ----- | --------------------- | ---------- |
| 1     | Чарльз Бьюрроус (USA) | 11,4 с     |
| 2     | Диксон Бордман (USA)  | Неизвестен |
| 3     | Генри Слек (USA)      | Неизвестен |

### Полуфинал
| Место | Спортсмен             | Результат  |
| ----- | --------------------- | ---------- |
| 1     | Артур Даффи (USA)     | 11,0 с     |
| 2     | Стэнли Роули (AUS)    | Неизвестен |
| 3     | Чарльз Бьюрроус (USA) | Неизвестен |
| 4     | Диксон Бордман (USA)  | Неизвестен |

| Место | Спортсмен             | Результат  |
| ----- | --------------------- | ---------- |
| 1     | Джон Тьюксбери (USA)  | 10,8 с =OR |
| 2     | Кларк Лейбли (USA)    | Неизвестен |
| 3     | Фредерик Молони (USA) | Неизвестен |
| —     | Курт Дёрри (GER)      | DNF        |

| Место | Спортсмен               | Результат  |
| ----- | ----------------------- | ---------- |
| 1     | Фрэнк Джарвис (USA)     | 11,2 с     |
| 2     | Таддеус Мас-Клейн (USA) | Неизвестен |
| 3     | Норман Причард (IND)    | Неизвестен |
| 4     | Эдмунд Минэхэн (USA)    | Неизвестен |

### Дополнительный забег
| Место | Спортсмен               | Результат  |
| ----- | ----------------------- | ---------- |
| 1     | Стэнли Роули (AUS)      | 11,0 с     |
| 2     | Норман Причард (IND)    | Неизвестен |
| 3     | Кларк Лейбли (USA)      | Неизвестен |
| 4-6   | Чарльз Бьюрроус (USA)   | Неизвестен |
| 4-6   | Таддеус Мас-Клейн (USA) | Неизвестен |
| 4-6   | Фредерик Молони (USA)   | Неизвестен |

### Финал
| Место | Спортсмен            | Результат  |
| ----- | -------------------- | ---------- |
| 1     | Фрэнк Джарвис (USA)  | 11,0 с     |
| 2     | Джон Тьюксбери (USA) | Неизвестен |
| 3     | Стэнли Роули (AUS)   | Неизвестен |
| —     | Артур Даффи (USA)    | DNF        |